# Ministre en chef du Territoire de la capitale australienne
Le ministre en chef du Territoire de la capitale australienne est le chef du gouvernement du Territoire de la capitale australienne. Depuis le 11 décembre 2014, la fonction est occupée par Andrew Barr, membre du Parti travailliste.

## Historique
La fonction est créée en 1989. Elle a connu sept titulaires dont trois femmes.

## Mode de désignation
Le chef du parti qui détient le plus grand nombre de sièges à l'Assemblée législative du territoire occupe généralement le poste. Contrairement aux autres États et territoires, le ministre en chef de l'ACT n'est pas désigné par un administrateur ou un gouverneur, mais élu directement par l'Assemblée.

## Fonctions
Le rôle du ministre en chef est à peu près équivalent à celui de Premier ministre des États australiens, mais il s'apparente également à celui d'un maire à la tête d'un conseil local.

## Sources
- (en) Cet article est partiellement ou en totalité issu de l’article de Wikipédia en anglais intitulé « Chief Minister of the Australian Capital Territory » (voir la liste des auteurs).